# Le Tronquay (Eure)
Tronquay – miejscowość i gmina we Francji, w regionie Normandia, w departamencie Eure.
Według danych na rok 1990 gminę zamieszkiwało 410 osób, a gęstość zaludnienia wynosiła 22 osoby/km² (wśród 1421 gmin Górnej Normandii Tronquay plasuje się na 523. miejscu pod względem liczby ludności, natomiast pod względem powierzchni na miejscu 69.).